# Maison au 59, rue Jean-Jaurès à Soultz-Haut-Rhin
La maison au 59, rue Jean-Jaurès est un monument historique situé à Soultz-Haut-Rhin, dans le département français du Haut-Rhin.

## Localisation
Ce bâtiment est situé au 59, rue Jean-Jaurès à Soultz-Haut-Rhin.

## Historique
Cette maison datant de 1575, a été construite par un riche personnage aux initiales C.B. La présence d'un oriel, des pignons chantournés, ainsi que l'étendue de la parcelle illustrent le prestige de la famille.
Les pignons de l'édifice font l'objet d'une inscription au titre des monuments historiques depuis 1931.

## Architecture

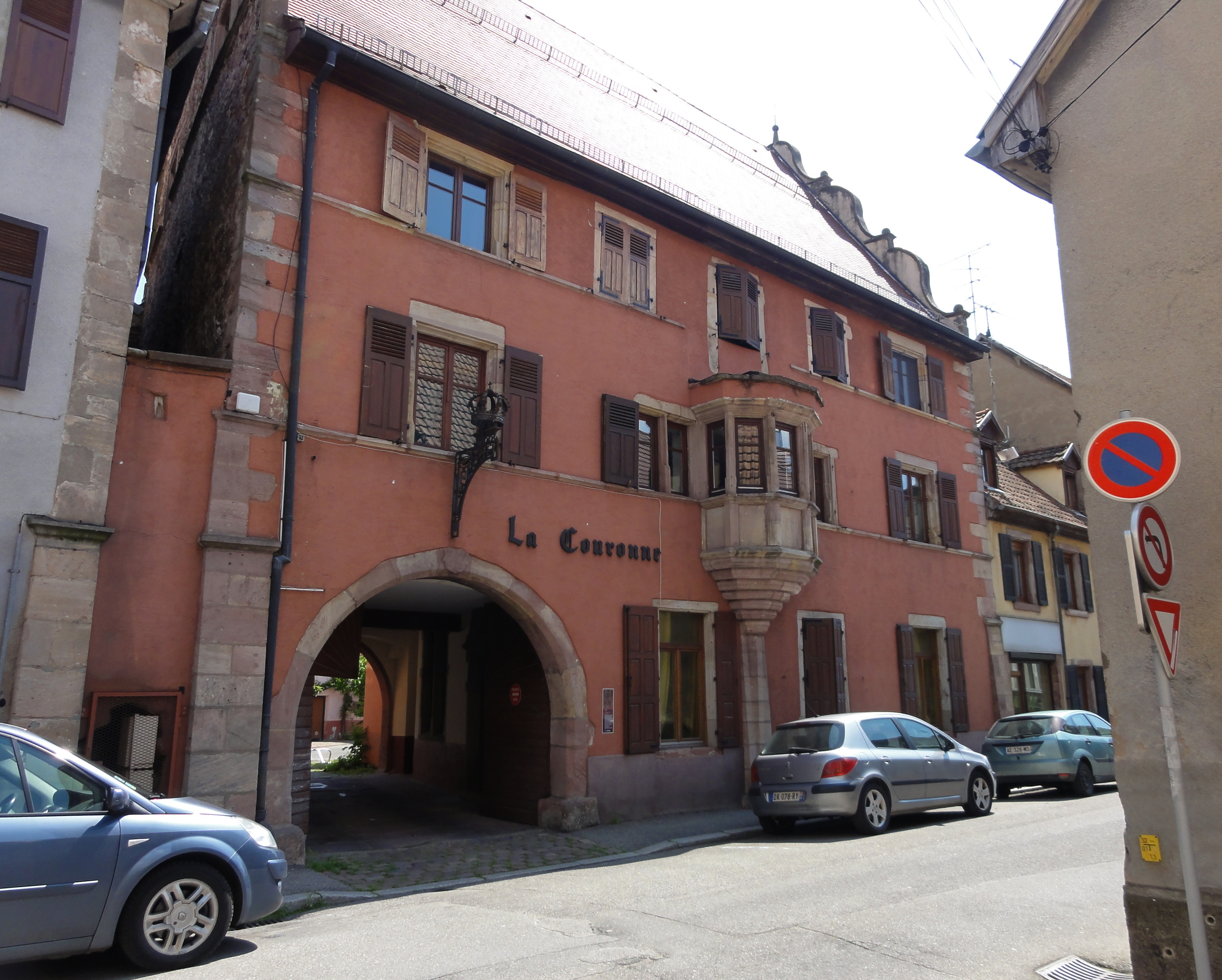
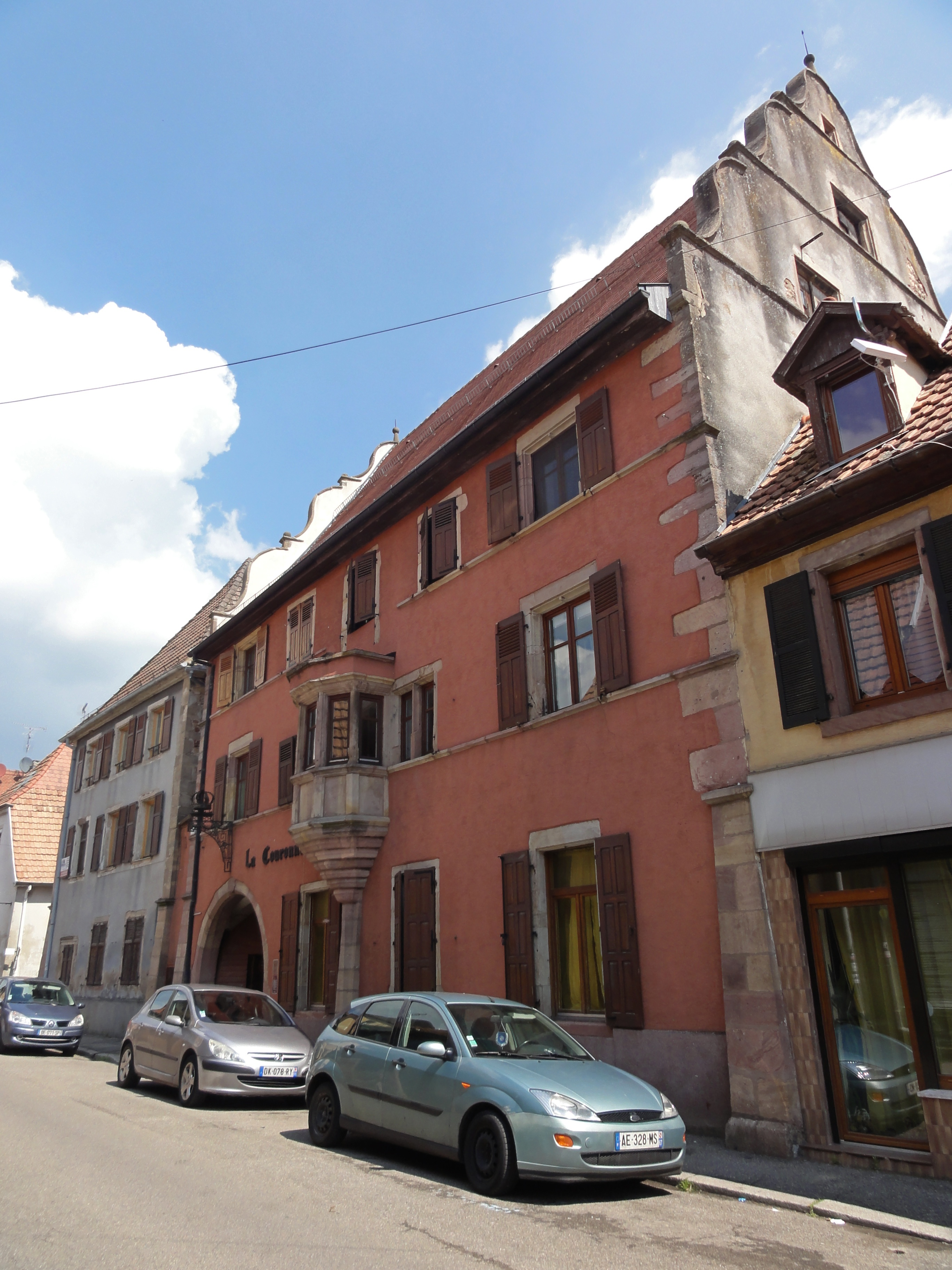